# Mythenteles andalusica
Mythenteles andalusica är en tvåvingeart som beskrevs av Gibbs 2007. Mythenteles andalusica ingår i släktet Mythenteles och familjen svävflugor.
Artens utbredningsområde är Spanien. Inga underarter finns listade i Catalogue of Life.